# Катеринівка (Берестинський район)
Катеринівка — колишнє село в Красноградському районі Харківської області, підпорядковувалося Мартинівській сільській раді.
1997 року приєднане до села Гадяч.
Катеринівка знаходилася на лівому березі річки Берестова, вище за течією за 1,5 км — Вознесенське, нижче за течією за 1,5 км — Кам'янка, на протилежному березі — Леб'яже, за 1,5 км — село Гадяч. Катеринівка оточена лісовим масивом.

## Населення
Згідно з переписом УРСР 1989 року чисельність наявного населення села становила 5 осіб, з яких 2 чоловіки та 3 жінки.

## Принагідно
- Картка постанови[недоступне посилання з червня 2019]